# Risque maximum
Pour plus de détails, voir Fiche technique et Distribution.
Risque maximum (Maximum Risk) est un film américain réalisé par Ringo Lam, sorti en 1996.

## Synopsis
Alain Moreau (Jean-Claude Van Damme), un policier français, apprend qu'il avait un frère jumeau au moment où celui-ci vient de décéder après avoir tenté d'échapper à deux hommes à Nice. Il décide d'en apprendre plus sur lui et se retrouve dans une sordide histoire où la mafia russe et le FBI sont mêlés.

## Fiche technique
- Titre : Risque maximum
- Titre original : Maximum Risk
- Réalisation : Ringo Lam
- Scénario : Larry Ferguson
- Musique : Robert Folk
- Photographie : Alexander Gruszynski (seconde équipe : Robert Fraisse)
- Montage : Bill Pankow et M. Scott Smith
- Décors : Steve Spence
- Costumes : Joseph A. Porro
- Production : Moshe Diamant (en), Jason Clark et Roger Birnbaum
- Société de production : Roger Birnbaum Productions et Moshe Diamant Production
- Société de distribution : Columbia Pictures
- Budget : 25 millions de dollars
- Pays de production :  États-Unis
- Langue originale : anglais
- Format : couleurs - 2,35:1 - 35 mm - SDDS
- Genre : action, policier, thriller
- Durée : 100 minutes
- Dates de sortie :
  - États-Unis, Canada : 13 septembre 1996
  - France :1er janvier 1997
  - Hong Kong : 9 janvier 1997
- Classification :
  - France : interdit aux moins de 12 ans lors de sa sortie

## Distribution
- Jean-Claude Van Damme (VF : Patrice Baudrier ; VQ : Daniel Picard) : Alain Moreau / Mikhail Suverov
- Natasha Henstridge (VF : Marjorie Frantz ; VQ : Claudie Verdant) : Alex Minetti
- Jean-Hugues Anglade (VF : lui-même ; VQ : Thierry Langenak) : Sebastien
- Zach Grenier (VQ : Jean Galtier) : Ivan Dzasokhov
- Paul Ben-Victor (VF : Joël Martineau) : l'agent Pellman
- Frank Senger (VF : Sylvain Lemarié) : l'agent Loomis
- Stefanos Miltsakakis : Red Face
- Frank Van Keeken (VF : Jacques Bouanich) : Davis Hartley
- David Hemblen (VF : Dimitri Rafalsky ; VQ : Vincent Davy) : Dmitri Kirov
- Stéphane Audran (VF : elle-même ; VQ : Louise Turcot) : Chantal Moreau
- Dan Moran (VF : Alexandre Arbatt ; VQ : Jean-Marie Moncelet) : Yuri
- Donald Burda (VF : Grigori Manukov) : Nicholas
- Rob Kaman : Morris
- Herb Lovelle (VF : Daniel Kamwa) : Martin
- Albert Schultz (VF : Denis Boileau) : Anderson
- Denise Costanzo : l'aubergiste
- Bruno Magne (VF : lui-même) : le chauffeur de taxi de New York

 Source et légende : version française (VF) sur RS Doublage et version québécoise sur Doublage Québec

## Autour du film
- Le tournage s'est déroulé au Canada (Toronto), en France (Nice, Paris, Villefranche-sur-Mer) et aux États-Unis (New York)[3].
- C'est Jean-Claude Van Damme qui proposa que le film soit dirigé par Ringo Lam, marquant ainsi ses débuts aux États-Unis. Leur collaboration se poursuit plus tard en 2001 avec Replicant et 2003 avec In Hell.
- C'est le premier film de Jean-Claude Van Damme après son contrat avec Sony[4]
- Le film fut un succès en demi-teinte en Amérique avec 14 502 483 $[5] de recettes nationale. Il débute en quatrième position du box-office nord américain. En comparaison, son précédent film (Le Grand Tournoi, qu'il avait réalisé lui-même) avait ouvert en tête du box-office US lors de son premier week-end en salle.  C'est finalement un succès mondial, totalisant en tout 51 702 483 $[6]. Ainsi, le film rapporta plus de 25 millions de dollars au studio.
- Jean-Claude Van Damme aurait touché plus de 8 millions de dollars pour ce film.

## Bande originale
1. Without You (générique de fin), interprété par Terry Wood
2. Under The Oak Tree, interprété par The Red Army Ensemble
3. Strip Club Metal, composé par Bernie Greenspoon